# NGC 4601
NGC 4601 est une vaste galaxie lenticulaire située dans la constellation du Centaure. Sa vitesse par rapport au fond diffus cosmologique est de 3 538 ± 62 km/s, ce qui correspond à une distance de Hubble de 52,2 ± 3,8 Mpc (∼170 millions d'al). NGC 4601 a été découverte par l'astronome britannique John Herschel en 1834.
Selon Vaucouleur et Harold Corwin, NGC 4601 et NGC 4603 forment une paire de galaxies. Cependant, comme plusieurs autres mentionnés dans cet article, ces deux galaxies ne forment pas une paire réelle, car NGC 4603 est à environ 118 millions d'années-lumière de la Voie lactée, donc à une distance approchant 30 Mal de NGC 4601. De plus, ces deux galaxies appartiennent à des groupes différents, car NGC 4603 est dans le groupe de NGC 4645. Il s'agit donc d'une paire optique.

## Groupe de NGC 4696
Selon A.M. Garcia, NGC 4573 est un membre du groupe de NGC 4696 qui compte au moins 79 galaxies. Les autres galaxies du New General Catalogue et de l'Index Catalogue de ce groupe sont NGC 4373, NGC 4499, NGC 4507, NGC 4553, NGC 4573, NGC 4650, NGC 4672, NGC 4677, NGC 4681, NGC 4683, NGC 4696, NGC 4729, NGC 4743, NGC 4744, NGC 4767, NGC 4811, NGC 4812, NGC 4832, IC 3290 et IC 3370.
Le groupe de NGC 4696 fait partie de l'amas du Centaure, un des amas du superamas de l'Hydre-Centaure.